# Aqueduc de Budos
L'aqueduc de Budos a été réalisé entre 1886 et 1887 pour compléter l'alimentation en eau de la ville de Bordeaux. Il fournit 28 800 m3/jour, ce qui couvre actuellement 15 % des besoins de Bordeaux Métropole en eau potable.
L'aqueduc, souterrain et maçonné, fonctionne uniquement par gravité. La conduite, longue de 41 km, haute de 1,75 m et large de 1 m, commence
à la source de Fontbanne à Budos et aboutit à l'usine du Béquet, 353 route de Toulouse, Villenave-d'Ornon. Elle traverse 15 communes et collecte au passage les eaux de la source de Belle Font.
L'aqueduc fait l'objet d'une inscription dans l'inventaire général du patrimoine culturel.

## L'approvisionnement en eau de Bordeaux auXIXesiècle

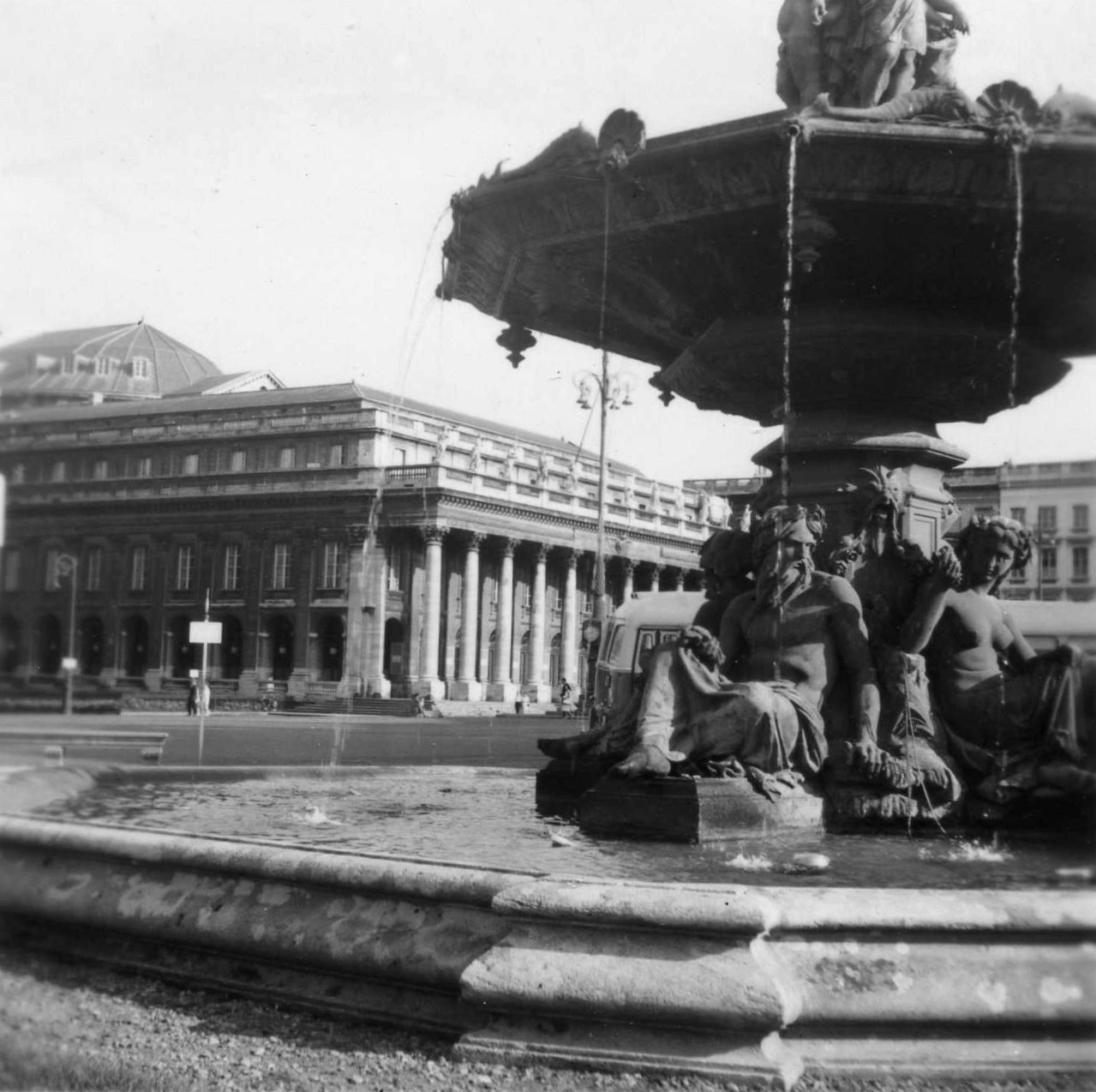
Une des fontaines de Tourny, déplacée en 1960.

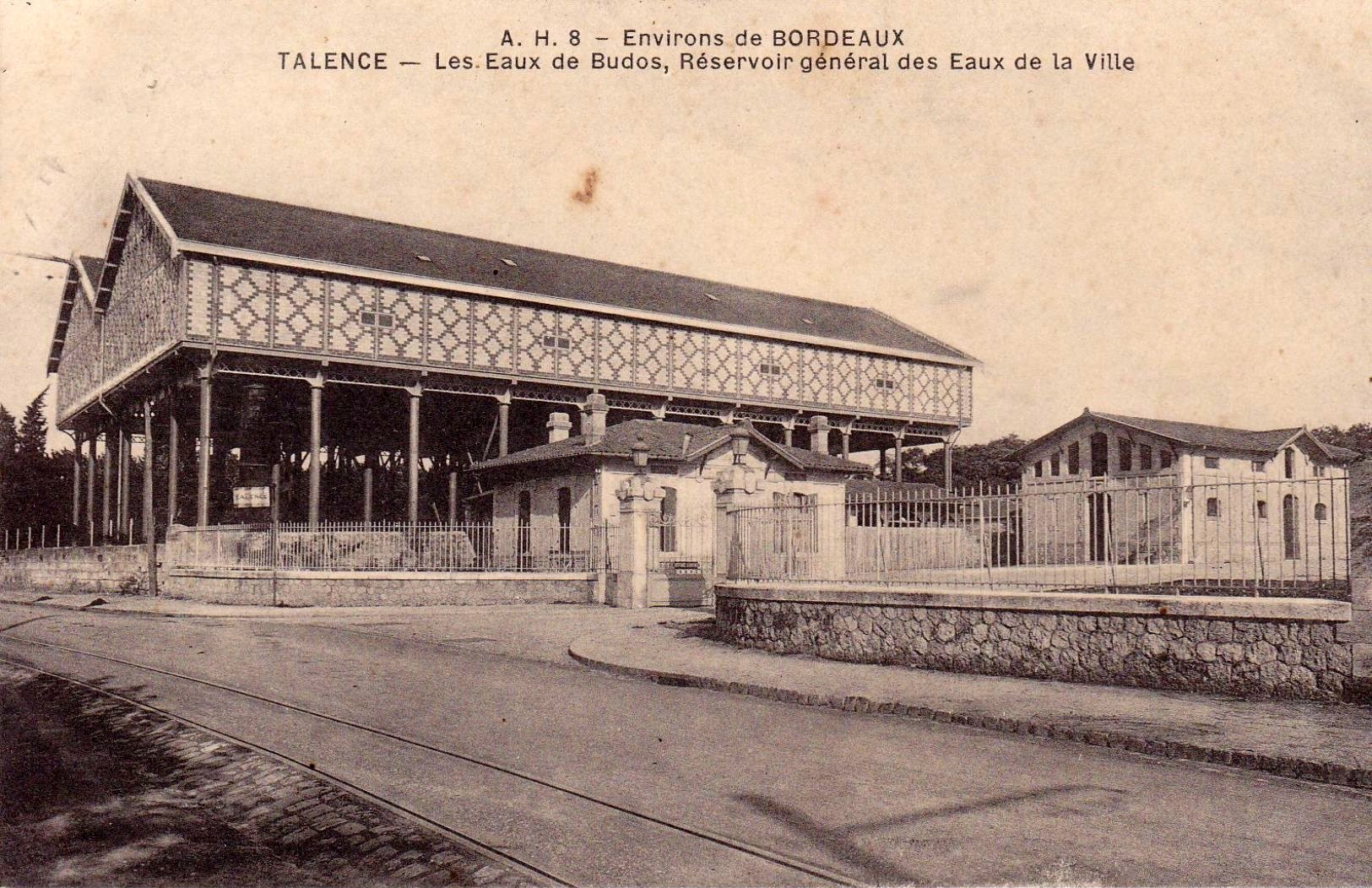
Le réservoir de Talence

L'accroissement de la population bordelaise au XIXe siècle entraine de nouveaux besoins en eau potable et le mécontentement de la population, surtout après les étés chauds où il y a pénurie. Les puits ne donnent plus satisfaction. Deux groupes de pression vont s'opposer tout au long du siècle, l'un est favorable au captage des eaux de Garonne à filtrer, l'autre au captage d'eaux de sources. Les municipalités successives font régulièrement appel au Service des Eaux de la ville et à ses ingénieurs hydrauliques pour de nombreuses études de qualité conservées aux Archives municipales de Bordeaux et aux Archives départementales de la Gironde.
Pendant la première moitié du siècle, les projets retenus ont concerné d'un côté l'aménagement de fontaines publiques au centre de places jouant le rôle de points d'eau où la population vient se servir, et de l'autre le captage des eaux de la source du Tilh au Taillan. Mais en 1831 les 120 000 bordelais ne disposaient que de 3,5 litres d'eau potable par jour et par habitant. Ces capacités vont s'accroitre à partir de 1858 avec la mise en place de l'aqueduc du Tilh et seraient passées à 100 litres par jour. Dans le même temps les médecins et hygiénistes bordelais militent pour la fermeture des puits privés à l'origine de nuisances et même d'épidémies.
La construction de ce premier aqueduc d'une longueur de 12 kilomètres fut accompagnée de la construction de plusieurs nouvelles fontaines dont celles de Tourny mais donna lieu à de nombreuses critiques techniques : entre 1859 et 1865, les réservoirs sont reconstruits, le canal d'amenée est remplacé par un ouvrage en ciment et de nouvelles sources sont captées, celles de Cantinolle et de Boussac. Le canal voûté amène les eaux du Thil et des sources voisines vers la station de pompage de la rue Paulin : cette usine est actionnée par une double machinerie à vapeur et possède un réservoir de 13 000 m3 de capacité.
Les températures élevées de l'été 1870 firent baisser la nappe phréatique à tel point que le maire demanda à l'ingénieur Wolff en 1872 une étude sur les moyens d'augmenter le volume d'eau pour alimenter la ville de Bordeaux. Son rapport de janvier 1873 propose de détourner les eaux de la Jalle de Saint-Médard par l'aqueduc du Taillan. Le 15 septembre 1878, il fait paraitre un second rapport dans lequel il signale le potentiel de la source de Fontbanne et son utilité pour alimenter Bordeaux en eau potable par le moyen d'un aqueduc. En 1880, la commune de Bordeaux achète la source de Fontbanne à Budos. En 1881, pour parer à l'urgence après un second été très chaud, la Ville décide de construire un bassin de stockage, le bassin de Ségur, sur le terrain de l'ancienne gare de Bordeaux-Ségur de la ligne de La Teste. Mais le problème d'approvisionnement en eau potable demeure.
Le 6 avril 1883, le conseil municipal approuve la construction d'un aqueduc souterrain de 41 km de long et de seulement 4,37 m de dénivelé jusqu'au réservoir du Béquet.

### La source de Fontbanne
Les sources de Fontbanne sont une curiosité hydraulique unique en Gironde, avec un débit constant d'environ 300 litres/sec d'une eau de grande qualité. Elles se présentaient à l'origine sous la forme d'une grande excavation naturelle creusée dans une paroi rocheuse et donnant sur un bassin. De la paroi et du bassin surgissaient treize sources, filets d'eau réguliers ou jets puissants dont le niveau ne variait pas.

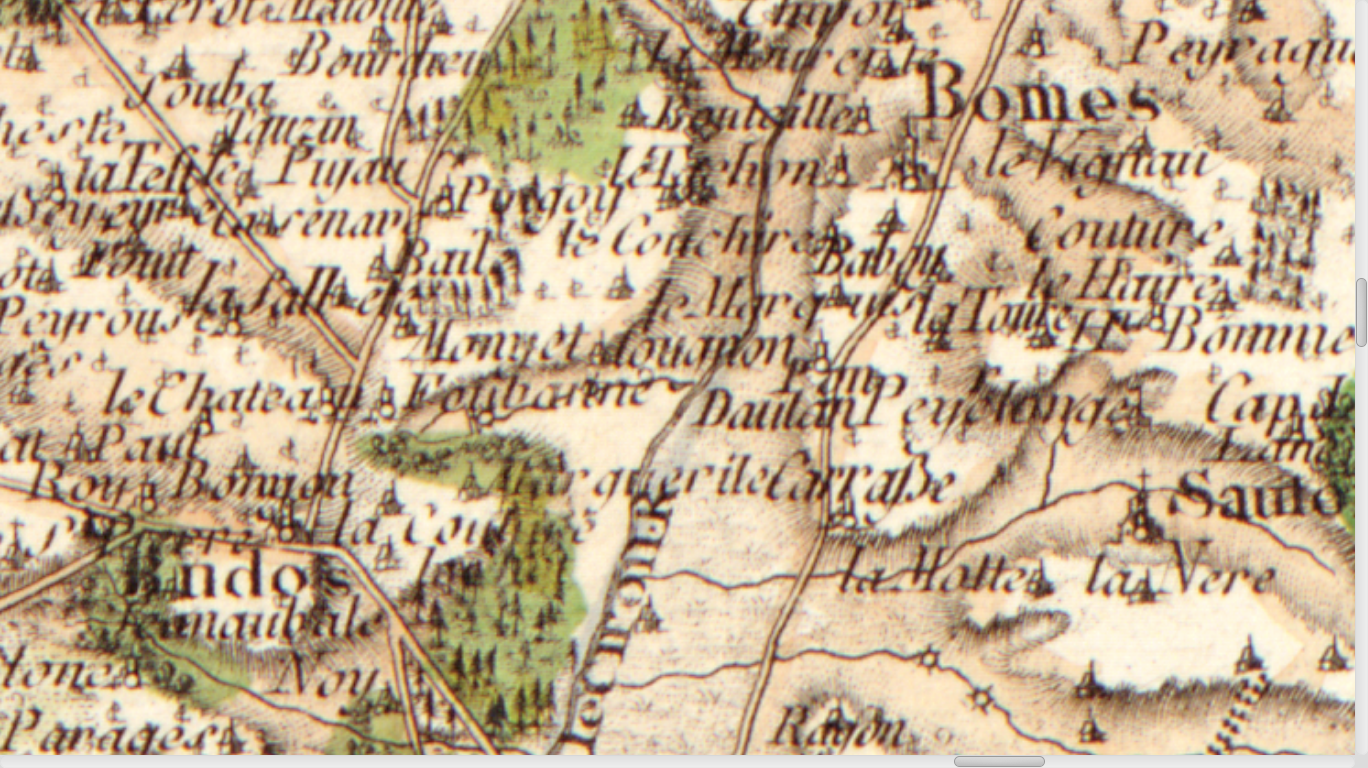
Fontebanne en 1756 (Carte Cassini)

Les sources de Budos drainent l'aquifère des calcaires karstifiés de l'Oligocène qui affleurent au sud-est de la structure de Villagrains-Landiras. Un jaugeage effectué en période d'étiage en 1884 avait mis en évidence un débit supérieur à 1 100 m3/h. Les jaugeages effectués en septembre et octobre 2000 par le BRGM montrent que les débits sont de l'ordre de 1 200 m3/h avec de légères modifications influencées par les fluctuations climatiques et les variations saisonnières.
Jusqu'en 1886, la totalité des sources de Fontbanne alimentait le ruisseau le Pesquey qui, de ce fait, constituait un cours d'eau très important débitant plus de 1 000 m3 à l'heure. Après avoir fait tourner les quatre meules du moulin de Fontbanne, il poursuivait sa route à travers les prairies et actionnait le moulin du Batan, et là, quelques mètres après la sortie de ce second moulin, son tracé prenait un virage presque à angle droit et se dirigeait directement vers le Tursan dans lequel il se jetait, un peu en aval de la Hontique. Cette particularité géographique, avait souvent provoqué d'importants inconvénients.
En effet, lorsque le Ciron entrait en crue, l'écoulement du Tursan se trouvait bloqué à son embouchure, mais il n'en continuait pas moins à recevoir les 1 000 m3 par heure que lui apportait le Pesquey. Il en résultait une inondation systématique de plusieurs centaines d'hectares dont une majeure partie était constituée de prairies et de cultures.
Vers 1760, le Baron de Laroque, seigneur de Budos, décida d'atténuer ce phénomène en faisant creuser un canal en ligne droite entre la sortie du moulin du Batan et le Ciron. Ce canal reçut le nom de «l'Eau Belle». Le lit naturel du ruisseau, entre le Batan et le Tursan s'en trouvait pratiquement asséché et ne se voyait réactivé qu'en cas de crue du Ciron. Le volume constant des eaux de Fontbanne se divisait par deux et les zones inondées s'en trouvaient bien réduites.
Cette situation perdura jusqu'à 1886, date à laquelle les eaux de Fontbanne furent captées par l'aqueduc. Le Pesquey, ruisseau abondant et rapide, devint un modeste filet d'eau. De ce fait, le débouché de l'Eau Belle suffit en tout temps à son écoulement et son lit naturel vers le Tursan s'en est trouvé définitivement abandonné, même en cas de crue du Ciron.

## L'aqueduc

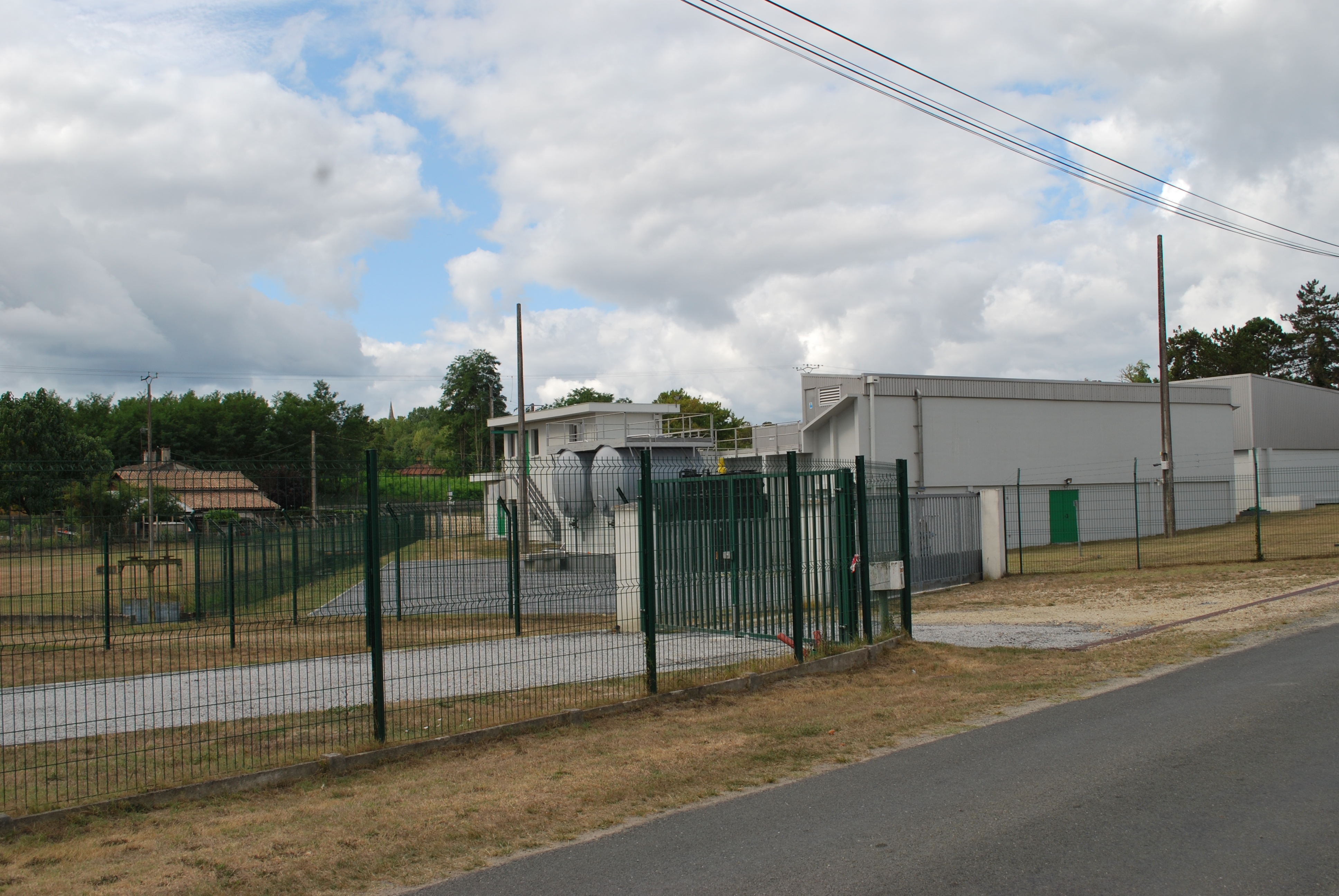
Usine de Fontbanne.

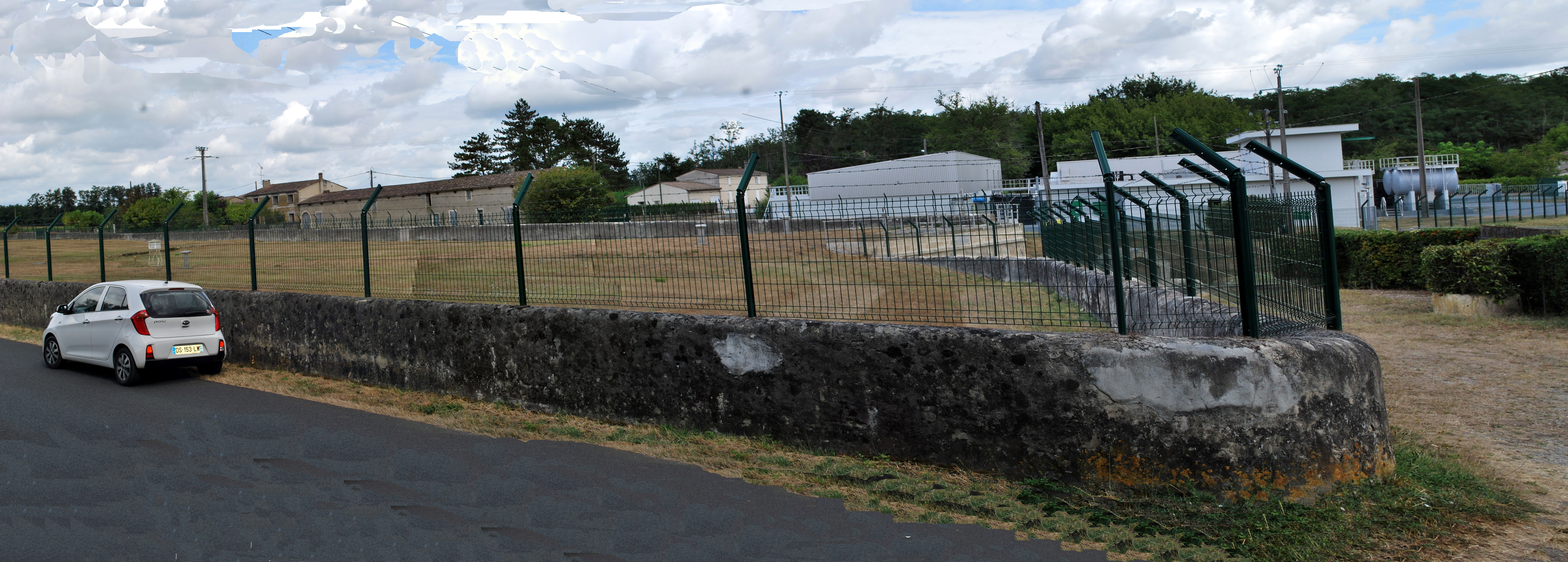
La prairie du bassin de captation.

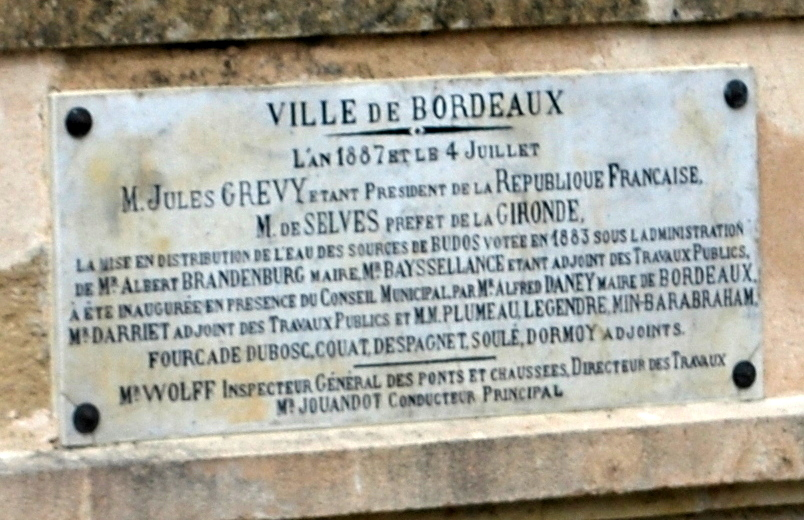
Plaque commémorative.

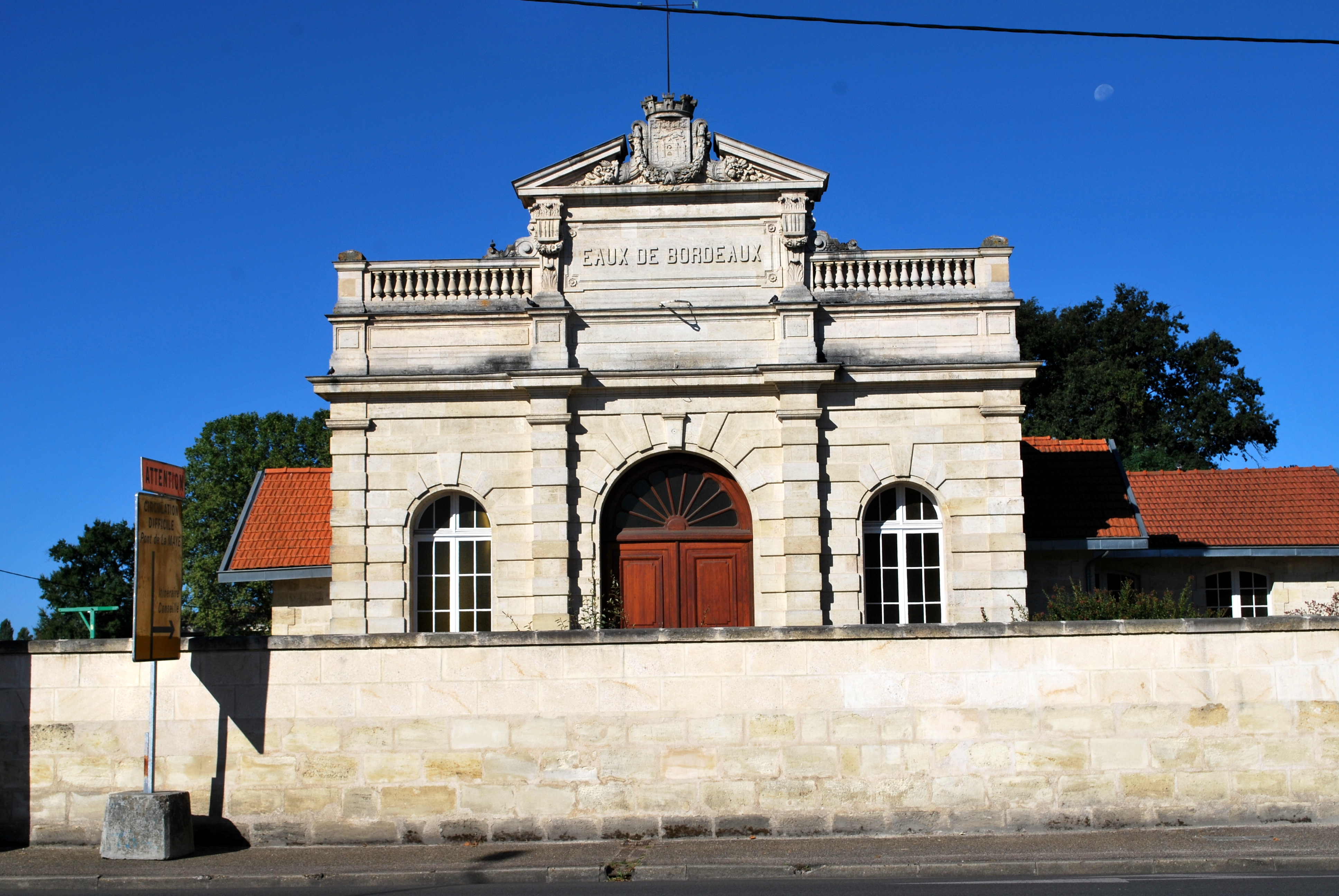
L'usine du Béquet.

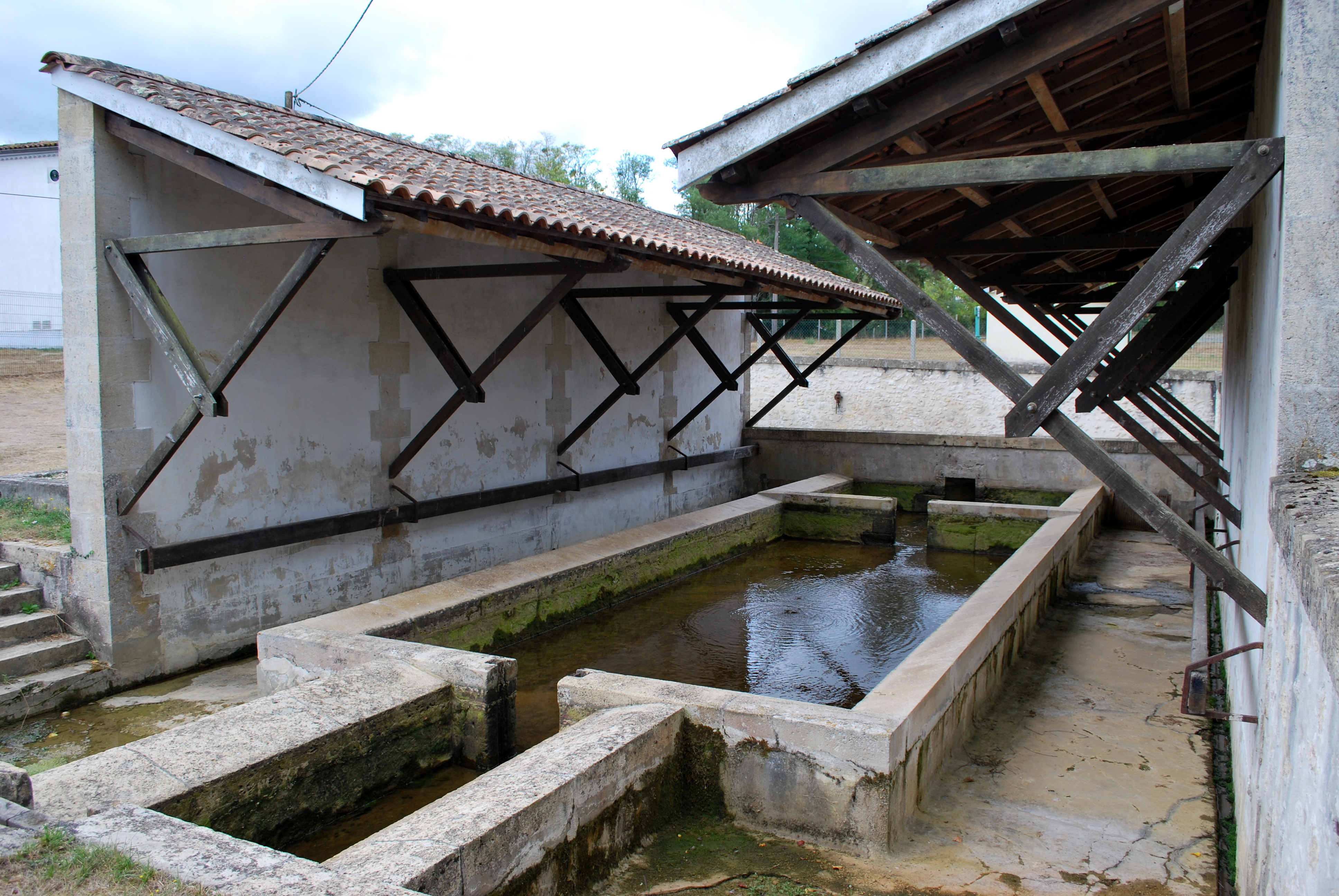
Lavoir des sources.

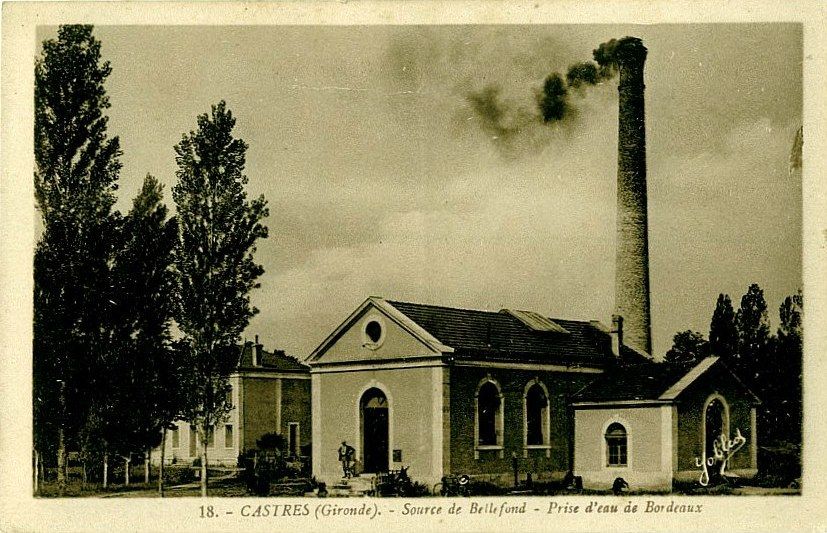
Source de Bellefond

Les problèmes liés à l'alimentation de Bordeaux en eau potable s'aggravent et la décision de construire l'aqueduc est prise à la suite du rapport de Wolff. Le principe du projet est retenu le 10 juin 1880 et une somme de 5 100 000 de francs est allouée aux travaux.
- L'étude du nivellement et le tracé de l'aqueduc commencent immédiatement. Le rapport final sera présenté le 31 juillet 1882.
- le 10 août 1880, la Ville de Bordeaux engage une procédure d'expropriation du meunier de Fontbanne. Ce dernier conteste le montant des indemnités proposées et saisit le Tribunal de Bordeaux. Le Tribunal prononcera, le 3 décembre 1884, l'expropriation du meunier tout en lui accordant des indemnités plus favorables.
- Les travaux commencent aussitôt.

La première étape était la destruction du site naturel des sources et son remplacement par un vaste bassin de captage, doté de cinq nefs sur voutains, de plan carré, dissimulé sous une dalle couverte d'une prairie artificielle, comme on peut la voir aujourd'hui.
En même temps, de 1885 à 1887, on construisait l'aqueduc entre Budos et Bordeaux. Les travaux sont menés par les entrepreneurs Dumons, Castaing, Ayel et Munier de Montauban.
- L'ensemble de l'ouvrage fut inauguré par M. Alfred Daney, maire de Bordeaux, le 4 juillet 1887 à l'usine du Becquet. Une médaille commémorative fut frappée à cette occasion. Une plaque apposée au fronton du bâtiment des Sources rappelle également l'événement.

Les nouvelles installations permettent de porter les capacités de distribution à 220 litres par jour par habitant.
Cependant, même si l'aqueduc était terminé, certains problèmes demeuraient. À l'époque du meunier de Fontbanne, les habitants de Budos puisaient toute l'eau dont ils avaient besoin dans la fontaine du moulin. Maintenant la Ville de Bordeaux captait la totalité des sources et il n'était plus question d'en distraire une goutte. Après des tentatives de trouver une solution à l'amiable, la municipalité entame une procédure. Avec la suite d'expertises et contre-expertises, le procès dura deux années.
- Le 24 juin 1890, la ville de Bordeaux est condamnée à autoriser le pompage de l'eau nécessaire aux habitants, privés d'eau et à construire un abreuvoir pour les bestiaux ainsi qu'un lavoir alimenté par la fontaine de l'ancien jardin du moulin. Elle devait en outre faire creuser un puits dans le quartier de Pesquillot.
- Le dernier épisode des conflits fut la démolition du moulin de Fontbanne et des bâtiments dans ses environs. Les seules vestiges de cet ensemble immobilier, qui datait du XIIIe siècle, sont les gros œuvres du moulin du Batan et la fontaine du lavoir.

Aujourd'hui, pour assurer la protection sanitaire de la source de Fontbanne, plusieurs servitudes ont été adoptées en 1970 par arrêté préfectoral :
- 4 m de chaque côté de l'ouvrage pour l'entretien,
- aucune activité agricole sur 15 m,
- zone de 70 m contre l'infiltration de polluants.

En octobre 2007, un nouveau projet d'arrêté préfectoral est soumis à enquête publique. Il concerne et ajoute de nouvelles servitudes pour :
- la source de Fontbanne, qui correspond à l'émergence de 27 griffons qui se déversent par le biais de barbacanes dans un bassin creusé à même la roche d'un volume de 828 m3. Pour une bonne gestion de l'aquifère capté, un déversoir permet de maintenir constant le niveau de l'eau dans le bassin à la cote 18,924 m NGF ;
- le puits, réalisé en 1971 à une profondeur de 4,70 mètres, qui est situé à proximité immédiate du bassin sourcier. C'est un puits de secours utilisé pour l'alimentation en eau du syndicat des eaux de Budos uniquement dans le cas où la station est à l'arrêt pour entretien ou travaux ou pendant les périodes de chômage technique de l'aqueduc de Budos.

### Le tracé de l'aqueduc
Le très faible dénivelé (4,37 mètres) entre la source de Fontebanne et l'usine du Béquet nécessite un tracé qui suit de très près les contours naturels.
L'aqueduc traverse les communes de Budos, Illats, Cérons, Podensac, Virelade, Arbanats, Portets, Castres, Beautiran, Ayguemorte, Saint-Médard d'Eyrans, Martillac, Cadaujac, Villenave-d'Ornon et Bègles.
Un aqueduc complémentaire, qui prend les eaux de la source de Belle Font (ou Bellefond) à Castres-Gironde, le rejoint aux Barques sur la commune d'Ayguemorte-les-Graves.

### La construction
La conduite de l'aqueduc a une forme ovoïde de 1,75 m de hauteur et d'environ 1 m de largeur à sa base sur une longueur de 41 km. La base est de plus en plus large au fur et à mesure que l'on se rapproche de Bordeaux : sur le premier tiers 0,95 m, sur le deuxième tiers 1,05 m et sur le dernier tiers 1,2 m. On avait en effet espéré y faire déboucher en cours de route quelques captages intermédiaires, mais la seule source jointe à l'aqueduc fut celle de la Bellefond, à Castres.
L'aqueduc est maçonné sur près de 34 km et sur environ 7 km. Pour traverser des cours d'eau, affluents du Ciron et de la Garonne, vallées et routes, l'ouvrage en maçonnerie est remplacé par une conduite en fonte formant des siphons inversés.
|  |

Pour chaque siphon il y a trois regards placés : au début ; à la partie la plus profonde ; à la fin du siphon. Ils permettent aux techniciens de vérifier le bon état de l'aqueduc. Les regards sont des édicules de deux types : I - hauteur 3 m, longueur 4,5 m, largeur 1,5 m et II - hauteur 3 m, largeur 1,5 m et largeur 1,5 m. Sur chaque élévation principale, il y a un fronton cintré. Au total, onze siphons délimitent douze tronçons maçonnés. En plus, il y a neuf regards d'inspection isolés, dans les divers tronçons maçonnés.
| - Regard de type I. - Regard de type II. |

Ces regards sont inscrits dans l'Inventaire général du patrimoine culturel, comme l'aqueduc lui-même.
Certaines parties de l'aqueduc sont visibles, tronçons hors sol et bornés, de section carrée, ronde ou pyramidale.
Parce que le tracé doit suivre le contour naturel il est souvent loin des routes, caché dans les forêts, ou au milieu des vignobles, sur des terrains privés. Cependant, il y a quelques endroits où on peut voir facilement les regards et la forme du siphon : 
- le regard de Podensac, qui se trouve au bord de la route D11, entre Podensac et l'entrée de l'autoroute A62 ;
- le siphon de Portets, qui passe sous la route de Cabernet à Portets (photo ci-dessus) ;
- le siphon du Breyra passe sous la D214E9 à l'entrée de Martillac ;
- les regards sur les vignobles du château Bousquet et du château Bardins, à Cadaujac et qui font partie des siphons de la Péguillère et de l'Eau Blanche respectivement, sont visibles à partir de la RN 1113.

Les douze tronçons maçonnés.